# Chem
Chem è una rivista mensile di chimica sottoposta a revisione paritaria e pubblicata dalla Cell Press. È una rivista gemella di Cell. È stata fondata nel 2016 ed è attualmente diretta da Robert Eagling.
Gli articoli divengono ad accesso aperto dopo una finestra editoriale di 12 mesi.

## Indicizzazione
Gli abstract e gli articoli della rivista sono indicizzati dai seguenti database bibliografici:
- INSPEC
- Science Citation Index Expanded
- Scopus.

Secondo il Journal Citation Reports, la rivista ha ricevuto un fattore di impatto per il 2021 pari a 25,832. Il fattore di impatto per il 2024 è pari a 19.1.